# I kadencja austriackiej Rady Państwa

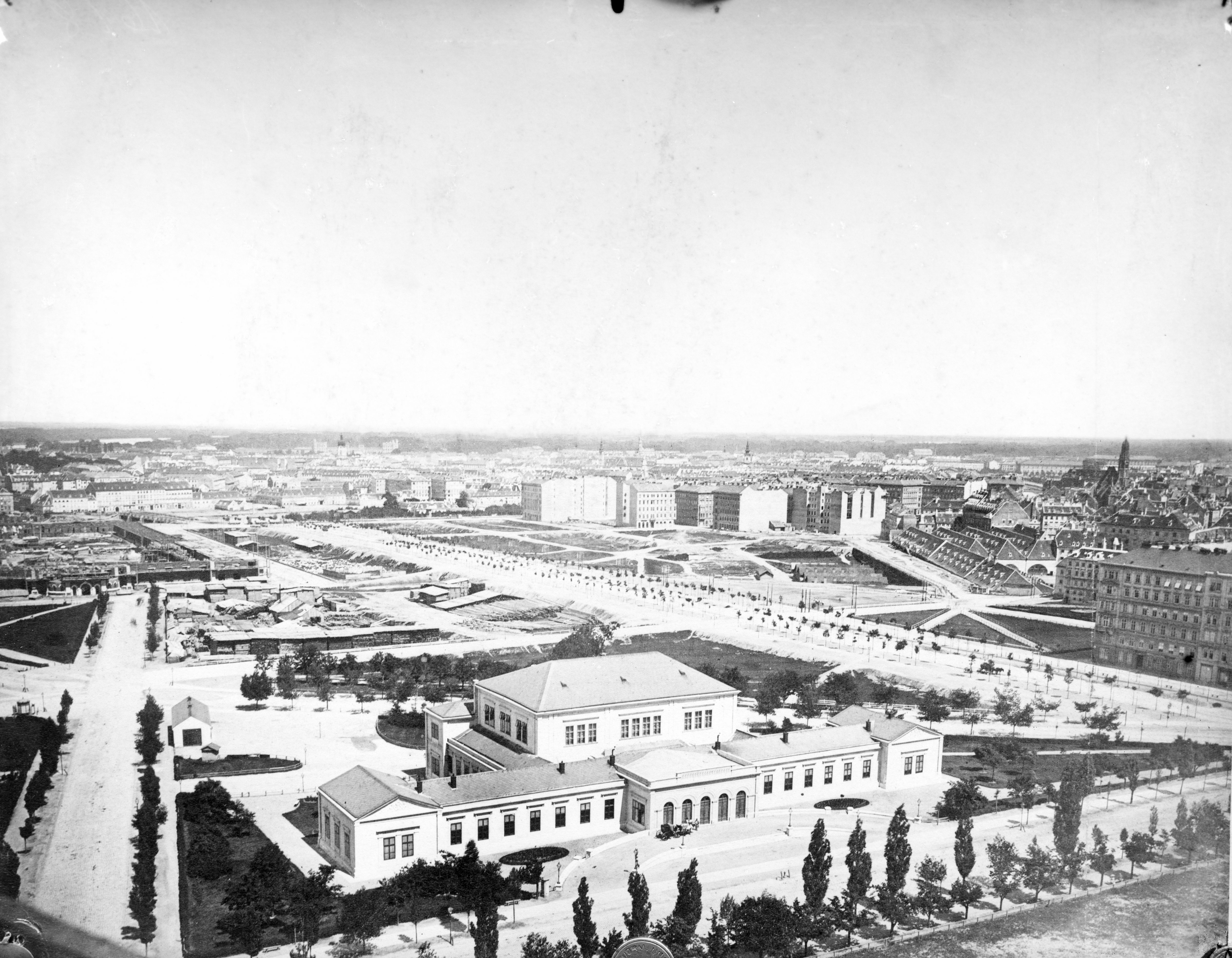

I kadencja austriackiej Rady Państwa – pierwsza kadencja austriackiego parlamentu, Rady Państwa, odbywająca się w latach 1861–1865 w Wiedniu.
Odbyły się trzy sesje parlamentu:
- I sesja (29 kwietnia 1861–18 grudnia 1862)
- II sesja (17 czerwca 1863–15 lutego 1864)
- III sesja (12 listopada 1864–27 lipca 1865)

W pracach Rady Państwa I kadencji uczestniczyli również posłowie Siedmiogrodu. W 1867 powstał niezależny parlament dla Krajów Korony Świętego Stefana, nazywany umownie „węgierskim”, i posłowie Siedmiogrodu brali udział w jego pracach.
Posłowie do Rady Państwa I kadencji nie byli wybierani, lecz delegowani przez sejmy krajowe krajów koronnych.